# Annales de Connacht

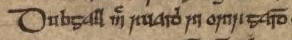
Extrait du folio 19v de la Royal Irish Academy MS C iii 1 (les Annales de Connacht) montrant le nom de Dubhghall mac Ruaidhrí, roi d'Argyll et des îles (mort en 1268).

Les « Annales de Connacht », couvrent les années 1224 à 1544, et sont tirées d'un manuscrit compilé aux XVe et XVIe siècles par au moins trois scribes, tous considérés comme membres du Clan Ó Duibhgeannáin .
Les premières sections, commençant avec la mort de Cathal Crobderg Ua Conchobair roi de Connacht, sont exceptionnellement détaillées et donnent un bon récit des événements du Connacht pendant le XIIIe siècle et le commencement et le milieu du XIVe siècle, particulièrement pour les familles de O'Connor et Burke. Les récits deviennent ensuite de plus en plus fragmentaires, surtout pour le XVIe siècle. Néanmoins, c'est un document précieux qui relate beaucoup d'informations qui autrement seraient restées totalement obscures ou inconnues dans l'histoire de Connacht et de l'Irlande en général. Une comparaison entre elles et les Annales de Clonmacnoise révèle une source commune, ou peut-être les unes sont elles une copie partielle des autres.

## Source de la traduction
- (en) Cet article est partiellement ou en totalité issu de l’article de Wikipédia en anglais intitulé « Annals of Connacht » (voir la liste des auteurs).